# Pre-Season Challenge Cup
Pre-Season Challenge Cup – nieistniejące australijskie rozgrywki piłkarskie, organizowane w latach 2005–2008. W pucharze brały udział zespoły z A-League. Turniej poprzedzał start sezonu i rozgrywany był na przełomie lipca i sierpnia.
Pre-Season Challenge Cup w sezonach 2006/2007 – 2008/2009 przyczynił się do popularyzacji piłki nożnej w Australii poprzez rozgrywanie części spotkań w mniejszych ośrodkach miejskich w stanach i terytoriach: Australia Zachodnia, Australia Południowa, Australijskie Terytorium Stołeczne, Nowa Południowa Walia, Queensland, Tasmania, Terytorium Północne i Wiktoria.
Format rozgrywek złożony był z dwóch głównych etapów: fazy grupowej i rudny play-off. W poszczególnych edycjach (2006 i 2007) przyznawano dodatkowo bonusowe punkty za liczbę strzelonych bramek w fazie grupowej.
Rozgrywki Pre-Season Challenge Cup zostały usunięte z harmonogramu sezonu 2009/2010, aby dać klubom więcej czasu na przygotowanie się do sezonu.

## Mecze finałowe
| Edycja | Data finału      | Zwycięski zespół       | Wynik                   | Przegrany zespół       |
| ------ | ---------------- | ---------------------- | ----------------------- | ---------------------- |
| 2005   | 21 sierpnia 2005 | Central Coast Mariners | 1–0                     | Perth Glory            |
| 2006   | 19 sierpnia 2006 | Adelaide United        | 1–1 (5-4) (Rzuty karne) | Central Coast Mariners |
| 2007   | 12 sierpnia 2007 | Adelaide United        | 2–1                     | Perth Glory            |
| 2008   | 6 sierpnia 2008  | Melbourne Victory      | 0–0 (8-7) (Rzuty karne) | Wellington Phoenix     |

## Triumfatorzy i finaliści Pre-Season Challenge Cup
| Lp. | Nazwa klubu            | Zdobywca | Finalista | Lata triumfów |
| --- | ---------------------- | -------- | --------- | ------------- |
| 1.  | Adelaide United        | 2        | –         | 2006, 2007    |
| 2.  | Central Coast Mariners | 1        | 1         | 2005          |
| 3.  | Melbourne Victory FC   | 1        | –         | 2008          |
| 4.  | Perth Glory FC         | –        | 2         | –             |
| 5.  | Wellington Phoenix     | –        | 1         | –             |